# Richard Bellman
Richard Ernest Bellman (26. srpna 1920 New York, USA – 19. března 1984 Los Angeles, Kalifornie, USA) byl americký aplikovaný matematik, známý především jako objevitel optimalizační metody známé jako dynamické programování. Zabýval se také matematickou teorií řízení. Společně s Lesterem Fordem je spoluobjevitelem tzv. Bellmanova-Fordova algoritmu pro výpočet nejkratší cesty v ohodnoceném grafu. Během svého života publikoval velké množství vědeckých článků. V roce 1970 obdržel Wienerovu cenu za aplikovanou matematiku.